# Front roumain (1916-1918)
Pour les articles homonymes, voir Front roumain.
Le front roumain, composante du front de l'Est durant la Première Guerre mondiale, met aux prises les forces de la Quadruplice d'une part, qui comprend des armées bulgare, austro-hongroise, ottomane et allemande, et d'autre part l'armée roumaine soutenue par l'armée impériale russe (jusqu'en octobre 1917) et par la mission logistique française du général Berthelot. Après bien des atermoiements entre 1914 et 1916, notamment dus au fait que le royaume roumain appartient nominalement au système d'alliance mis en place par l'Allemagne, les responsables politiques du royaume rompent avec les puissances centrales durant l'été 1916, à la faveur de l'offensive russe sur le front austro-hongrois. Multipliant les erreurs, les militaires roumains se montrent rapidement impuissants à contenir l'offensive concertée des puissances centrales et à défendre efficacement la capitale. Ainsi, à la fin de l'année 1916, les unités roumaines, épaulées par des troupes russes, se maintiennent en Moldavie, mais, au fil des mois, ce soutien devient de plus en plus illusoire, et à la fin de l'année 1917, les Roumains sont obligés de demander l'armistice et de signer une paix de défaite avec les puissances centrales. La Roumanie est alors occupée par les puissances centrales durant la majeure partie de l'année 1918. L'effondrement du front de Macédoine en septembre 1918 consommé, l'armistice avec la Bulgarie signé, l'avance alliée devenue impossible à stopper, la Roumanie reprend les hostilités le 10 novembre 1918 face à une Autriche-Hongrie en état de déliquescence avancée, occupant rapidement la Transylvanie. En 1919, à la faveur de la révolution en Hongrie, les armées roumaines reprennent les hostilités et écrasent l'Armée rouge hongroise, occupant pour quelques mois la Hongrie. Par ailleurs, le nom de front roumain désigne un front (groupe d'armées dans l'usage russe) formé des unités russes et roumaines dans ce secteur.

Le front roumain de la Première Guerre mondiale, août-décembre 1916.

## Contexte

### Neutralité roumaine

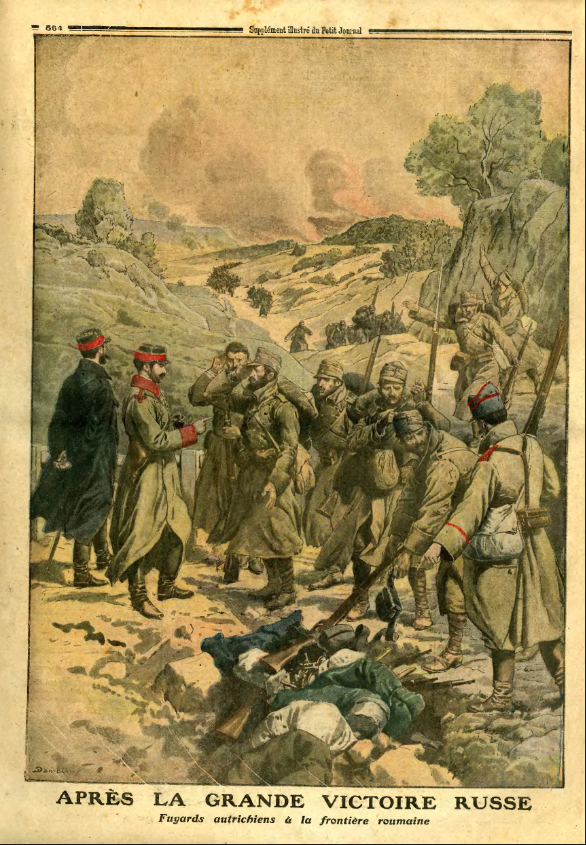
Fuyards autrichiens à la frontière roumaine pendant l'offensive Broussilov. Le Petit Journal, 2 juin 1916.

Lors du déclenchement du conflit, la Roumanie reste d'abord neutre. Son irrédentisme concernant la Bucovine (perdue par la Moldavie au profit des Habsbourg en 1775) et surtout la Transylvanie la pousse vers un engagement aux côtés des Alliés tandis que son irrédentisme concernant la Bessarabie (perdue par la Moldavie au profit des Romanov en 1812) la pousse vers un engagement aux côtés des empires centraux : dans ce contexte, le gouvernement négocie simultanément avec les deux blocs d'alliance.
Au fil des mois, le Premier ministre du royaume, Ion Brătianu, répète que le maintien du Royaume dans la neutralité empêche la réalisation de l'unification des Roumains.

### Les défaites austro-hongroises
Durant le mois de juillet 1916, les unités de la double monarchie, principal adversaire de la Roumanie aux yeux des responsables roumains, essuient des retentissantes défaites, en Russie et en Italie : ces événements encouragent le gouvernement roumain à sortir de sa neutralité.
Une fois levées les dernières objections, les Roumains annoncent aux Alliés leur intention de les rejoindre le 7 août, au moment où l'offensive Broussilov repousse les Austro-Hongrois vers la frontière des Carpates. Cependant, l'attaque roumaine, mal coordonnée et reportée jusqu'au 27 août, arrive trop tard pour que les Russes puissent en tirer profit.

### L'intervention roumaine
En 1915, puis au printemps 1916, les Alliés négocient avec la Roumanie son entrée dans le conflit, promettant au roi Ferdinand la possibilité d'annexer la Transylvanie et la Bucovine.
Parallèlement à ces négociations politiques, des échanges de vue ont lieu en juillet 1916 entre les militaires français, russes et roumains pour réduire leurs divergences : les Roumains souhaitent s'engager uniquement contre l'Autriche-Hongrie et sont soutenus sur ce point par les Russes, tandis que les Français demandent que les Roumains interviennent contre la Bulgarie pour soulager le front de Macédoine. Quoi qu'il en soit, pressés de disposer de ce nouvel allié, les Alliés donnent leur accord à la demande roumaine, se doutant que de toute manière, par le jeu des alliances, les Roumains se trouveront aussi engagés par les Bulgares et les Allemands, d'autant que les premiers revendiquaient aux Roumains la Dobroudja du Sud,.
Le 17 août 1916, la convention militaire est signée entre les Alliés et le royaume de Roumanie ; elle stipule une entrée en guerre aux côtés des Alliés, à la condition qu'une offensive Alliée soit lancée depuis Salonique le 20 août. Elle mentionne également de larges approvisionnements de l'armée roumaine, en armes, en munitions et en matériel de guerre.

## Opérations

### Préparation
Rapidement, l'état-major roumain concentre 400 000 soldats le long de la frontière avec la double monarchie. Dans un premier temps, les militaires austro-hongrois mettent en ligne une armée de 25 000 soldats, composée de troupes de seconde ligne et commandée par Arthur Arz von Straussenburg.
Les puissances centrales mettent en place une action concertée afin de parer le danger. Des armées sont ainsi rassemblées dans la région danubienne sous le commandement unique d'Erich von Falkenhayn, chargé de la coordination des opérations contre le royaume roumain. La Bulgarie, liée aux empires centraux depuis l'invasion conjointe de la Serbie en 1915, n'attend pas que la Roumanie ait fini de rassembler ses forces : dès le 18 août, les unités bulgares passent à l'attaque en Macédoine grecque dans l'offensive du Strymon pour empêcher le déploiement de l'armée française d'Orient, basée à Salonique, qui devait opérer en coordination avec la progression roumaine.

### Les attaques roumaines

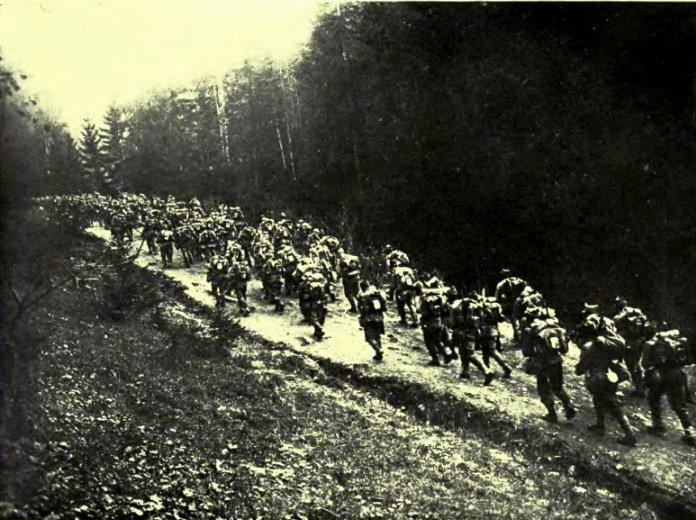
Offensive des troupes roumaines en Transylvanie, 1916.

Dès le 27 août, la bataille de Transylvanie (en) commence par l'attaque des unités roumaines contre les positions austro-hongroises dans les Carpates, parvenant à occuper une partie importante de la Transylvanie austro-hongroise.
Ainsi, une armée de 620 000 hommes pénètre en Transylvanie mais les erreurs de commandement des généraux roumains, dont plusieurs donnent leurs ordres par téléphone depuis le Cercle militaire de Bucarest remettent en cause les premiers succès. En effet, le rideau défensif austro-hongrois freine les pointes roumaines ; rapidement, les objectifs roumains étant atteints, les troupes roumaines marquent le pas et, devant le renforcement constant des unités austro-allemandes dans la région, stoppent leur offensive le 9 septembre.

### Contre-offensive des puissances centrales

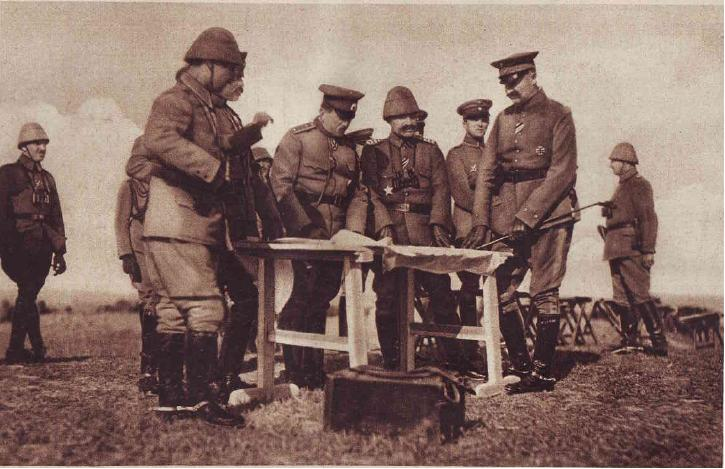
Les généraux Mustafa Hilmi Pacha (Empire ottoman) et Stefan Toshev (Bulgarie) sur le front roumain en Dobroudja, 1916.

En août 1916, tandis que l'offensive Broussilov s'essouffle en Galicie, l'armée bulgare, au sud des Balkans, parvient à tenir en échec les unités anglo-franco-serbes du front de Macédoine et à les confiner autour du camp de Salonique. Les puissances centrales ont les mains libres pour attaquer massivement le territoire roumain.
La Bulgarie sert de base à une attaque en Dobroudja roumaine, obligeant l'état-major roumain à détacher contre la poussée bulgare une partie des unités déployées sur les frontières de la Hongrie. Les Bulgares, renforcés par les Allemands puis par les Ottomans, remportent la bataille de Dobritch (en) (5-7 septembre 1916), la bataille de Turtucaia/Tutrakan (5-7 septembre 1916), la première (en) (17-19 septembre 1916) et la seconde bataille de Cobadin (en) (19 septembre-15 octobre 1916), atteignant le delta du Danube. Une contre-attaque russo-roumaine, l'offensive Flămânda (29 septembre-5 octobre 1916), appuyée par l'armée russe de Dobroudja (en) et franchissant le Danube près de Roussé, ne permet pas un succès durable.
Au milieu du mois de novembre, les troupes germano-austro-hongroises passent à l'offensive en Transylvanie, repoussant les unités roumaines sur leurs bases de départ, puis au-delà. La bataille de Robănești (en) (ou du pont du Jiu (en), 23 octobre-23 novembre 1916) s'achève par un succès des Allemands qui arrivent à franchir le Jiu malgré une forte résistance roumaine.
Alors que les forces allemandes s'approchent de Bucarest, les Roumains, rappelant leurs troupes de Transylvanie, tentent une dernière contre-attaque, la bataille de l'Argeș (1er-3 décembre 1916). Le général français Henri Berthelot, conseiller de l'armée roumaine, espérait un succès comparable à celui de la bataille de la Marne, mais l'infériorité matérielle des Roumains et l'interception de leur plan d'offensive sur un messager à motocyclette entraînent l'échec de la manœuvre. Les fortifications de Bucarest n'opposent qu'une brève résistance tandis que le gros de l'armée roumaine bat en retraite vers le Siret. Le 4 décembre, les troupes venues de Bulgarie et celles venues d'Autriche-Hongrie font leur jonction ; elles occupent Bucarest le 6 décembre.

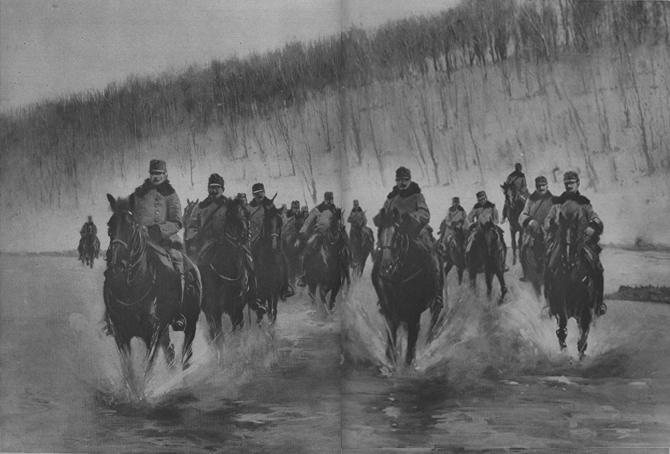
Cavalerie austro-hongroise passant la Dorna près de Vatra Dornei, Le Miroir, 11 février 1917.

En 25 jours de campagne, l'armée roumaine a perdu 163 215 tués et blessés, 146 000 prisonniers et 90 000 disparus ; elle n'a plus que 90 000 hommes en état de combattre. Sur 25 divisions lors de l'entrée en guerre, 6 ont été capturées, 9 sont pratiquement détruites. Les forces des empires centraux ont capturé 293 000 fusils, 346 mitrailleuses et 359 pièces d'artillerie ainsi qu'un butin considérable : un million de tonnes de pétrole, 2 millions de tonnes de céréales, 300 000 têtes de bétail et 200 000 tonnes de bois. Cependant, avant de se retirer, les Roumains, aidés par des spécialistes britanniques, ont incendié les puits de pétrole de Ploiești pour ne pas les laisser aux mains de l'ennemi.

### Stabilisation du front

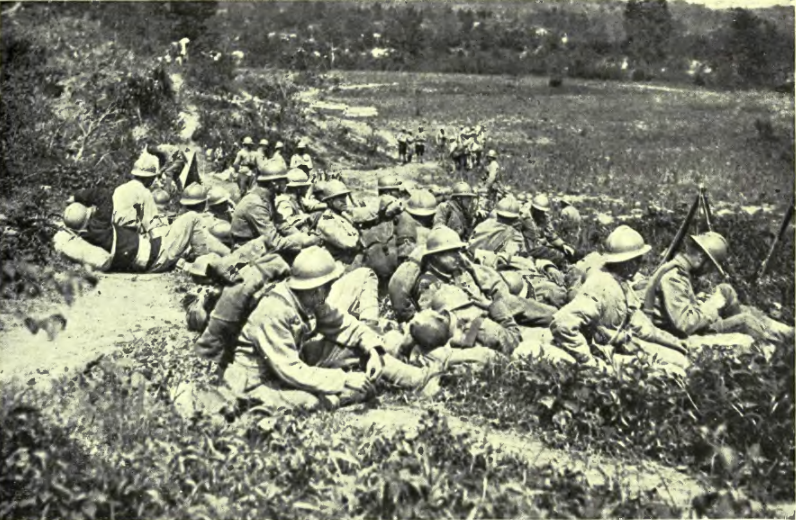
Troupes roumaines entre deux combats, 1918.

Les fortes pluies, la neige, l'embourbement des routes, les mauvaises conditions sanitaires et un réseau ferroviaire peu dense empêchent les forces des Empires centraux d'exploiter entièrement leur succès. L'armée roumaine commandée par Alexandru Averescu parvient à rassembler 195 000 hommes en Moldavie tandis que 30 divisions russes viennent renforcer le front. Le 19 janvier 1917, après une série d'affrontements localisés, les Germano-Austro-Hongrois doivent arrêter leur avance sur le Siret.
La Russie, devenue une république démocratique à l'issue de la révolution de février 1917, est alors politiquement affaiblie et économiquement exsangue : l'offensive Kerenski, menée par les Russes en Bucovine en juillet 1917, échoue et laisse à découvert le nord du front roumain. De son côté l'armée roumaine remporte des succès partiels mais coûteux à la bataille de Mărăști (22 juillet-1er août 1917) puis à celle de Mărășești (6 août-8 septembre 1917), mais son état d'épuisement oblige la 8e armée russe à intervenir brièvement en Roumanie (septembre-octobre 1917).

### Dislocation de l'Armée russe
Le coup d'État bolchévik du 7 novembre 1917 change la donne : les bolcheviks promettent la paix, ce qui entraîne la dislocation de l'armée russe. Les désertions se multiplient : les troupes débandées et affamées vivent sur le pays. En décembre 1917, l'armée roumaine doit désarmer des détachements de bolcheviks qui tentaient de rallier les unités russes de Roumanie à leur cause.

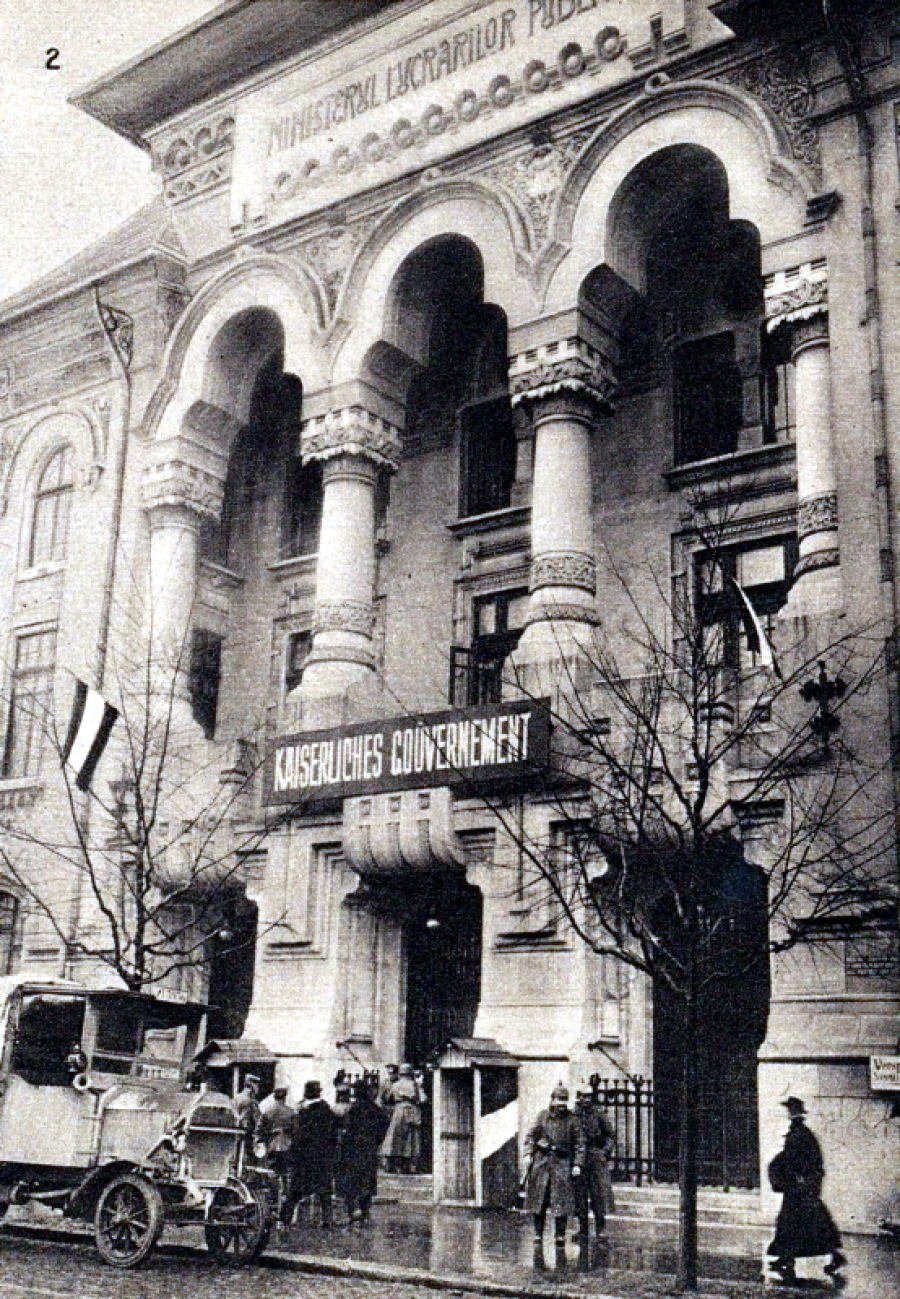
Dans Bucarest occupée, le siège du Ministère des travaux publics est devenu celui du Gouvernement impérial allemand : c'est principalement l'Empire allemand qui administre la zone occupée.

Certaines unités russes se rallient aux Conseils bolcheviks, d'autres au gouvernement indépendantiste de la Rada centrale ukrainienne de Kiev, mais la plupart cherchent surtout à se nourrir et à rentrer au pays. D'après un rapport du général Henri Berthelot, chef de la mission française en Roumanie, au début de janvier 1918, 4 divisions d'infanterie, composées essentiellement d'Ukrainiens, sont en train de quitter le front pour rentrer en Ukraine : les 71e (4e armée russe), 78e, 65e et 9e divisions (9e armée russe). Les 30e, 34e (6e armée russe) et 14e divisions, en partie ukrainiennes, sont réduites à un ou deux régiments avec une « combativité à peu près nulle ».
Le 2 décembre 1917, suivant la déclaration du gouvernement soviétique au sujet des droits des peuples de Russie à s'auto-déterminer, un Soviet se forme en Bessarabie, comme dans le reste de l'ex-Empire russe : le Sfatul Țării (« Conseil du Pays » en roumain). Indépendantistes roumanophones et menchéviks y sont largement majoritaires. Le 2 décembre 1917, le Sfatul Țării proclame une République démocratique autonome de Moldavie dans les frontières de la goubernia de Bessarabie. Aussitôt, les bolchéviks d'Odessa tentent d'en prendre le contrôle par la force, comme ils l'avaient fait à Saint-Pétersbourg en renversant la République russe. La situation est chaotique : de nombreuses troupes débandées s'affrontent dans le pays, ravagé par les pillages. Le 13 décembre 1917, à l'appel du Sfatul Țării, les troupes roumaines entrent en Bessarabie, encadrées par les officiers de la mission française Berthelot. Une fois le calme revenu, le Sfatul Țării proclame l'indépendance du pays le 6 janvier 1918 sous le nom de République démocratique moldave.
Du 12 au 22 janvier 1918, la bataille de Galați (en) oppose les Roumains aux troupes russes du Ier corps sibérien (de) (10e armée russe), commandées par Evgueni Iskritski (en) qui, voulant quitter le pays en violation des accords, sont désarmées et capturées.

## Armistice et paix

### L'armistice

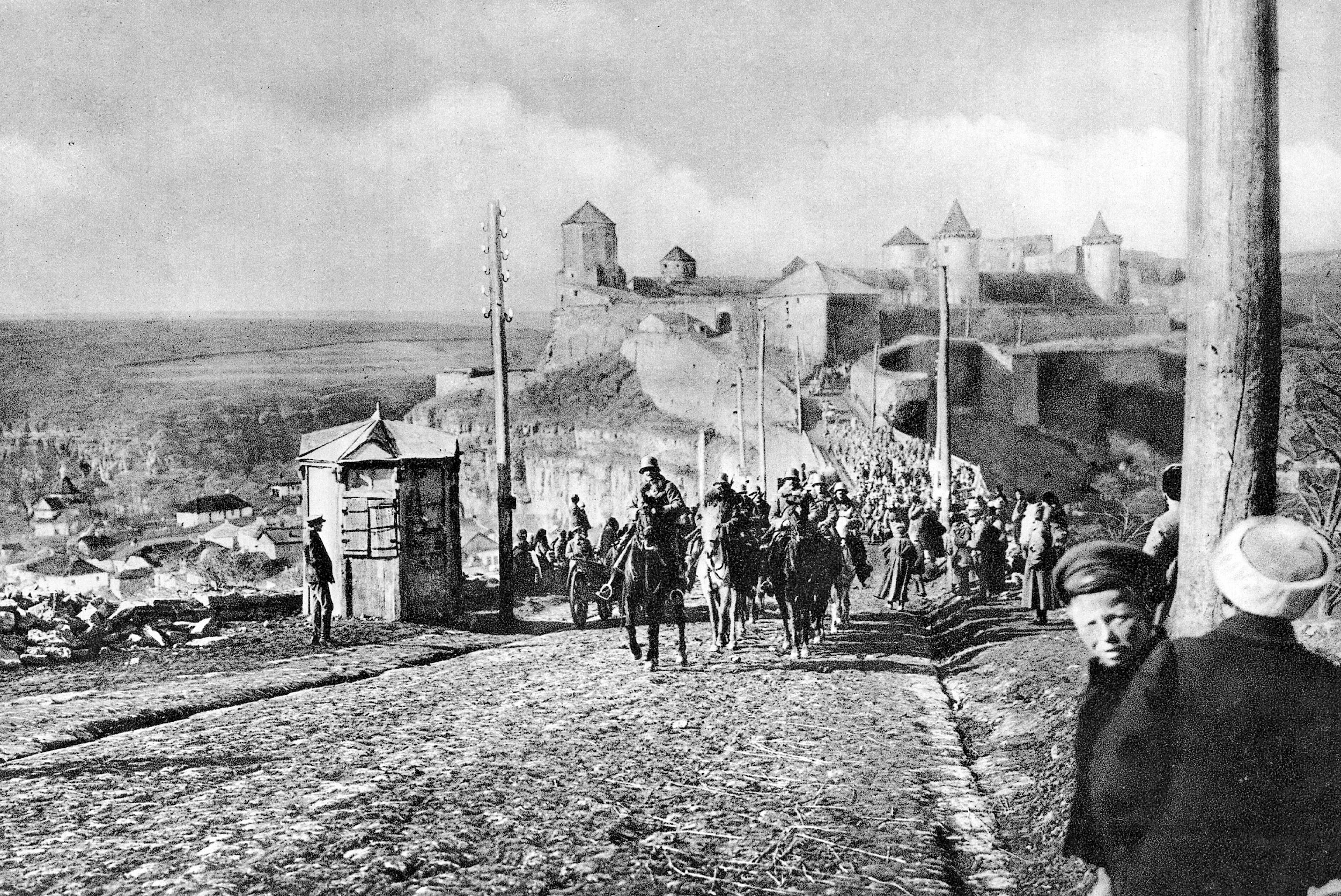
Troupes austro-hongroises entrant à Kamianets-Podilsky, février 1918.

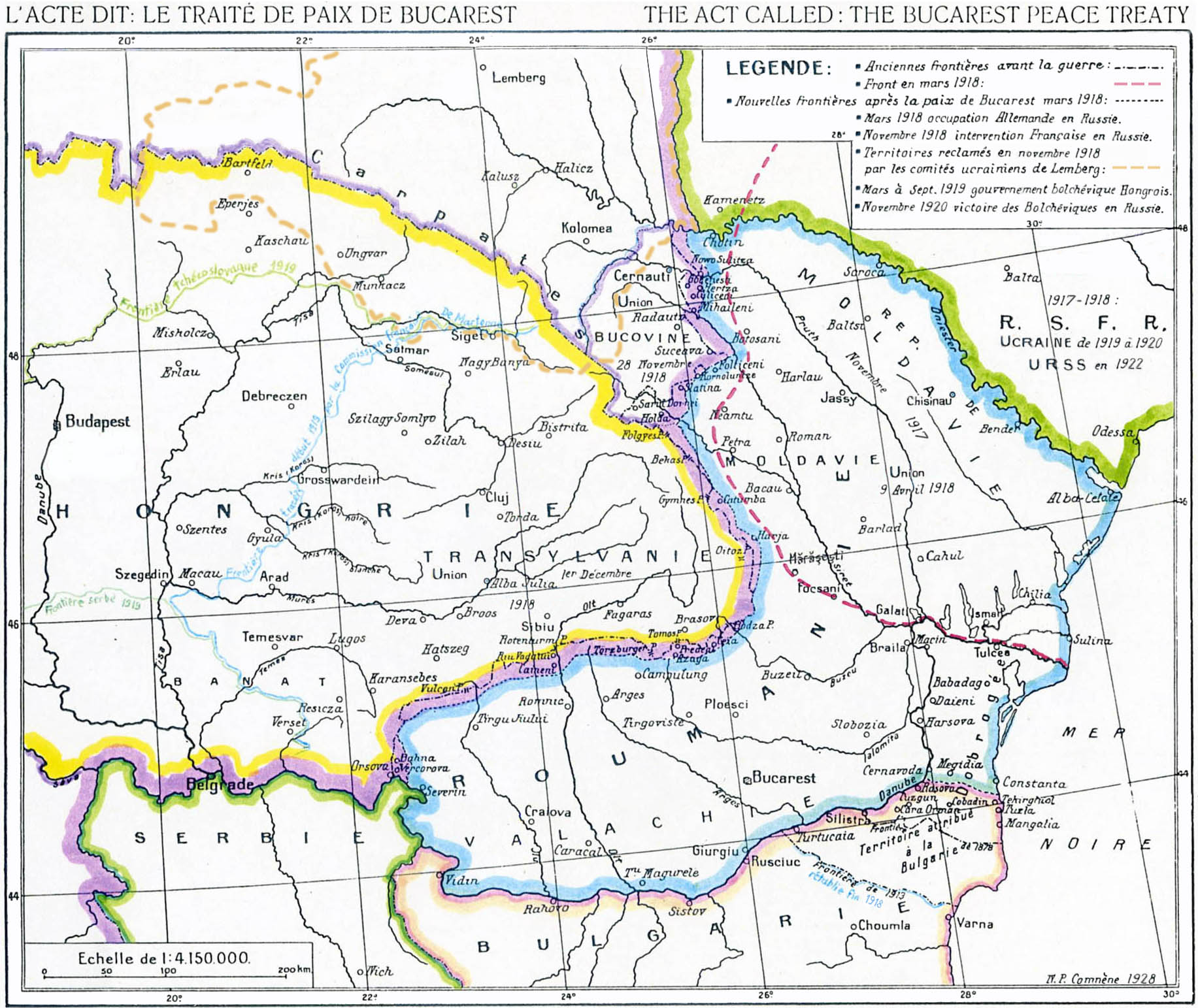
En bleu, la Roumanie au traité de Bucarest (mai 1918), selon une carte française : le liséré rouge montre la limite de la zone occupée par les puissances centrales (à l'ouest).

Le 9 décembre 1917, la Roumanie signe un armistice avec l'Allemagne à Focșani dans l'attente de l'issue des négociations entre l'Allemagne et le régime soviétique. Ces négociations traînent, certains chefs bolcheviks, comme Trotsky, espérant voir la révolution se propager. Mais les Germano-Austro-Hongrois savent ce que les bolcheviks leur doivent et, au cours de l'opération Faustschlag (« Coup de poing »), occupent toute l'Ukraine sans résistance en 11 jours (février-mars 1918). La Roumanie est dès lors encerclée et réduite à un étroit territoire entre les rivières Siret et Prut, en Moldavie.

### La paix de Bucarest
Complètement isolée, la Roumanie est occupée par les empires centraux à l'Ouest du Siret soit 85 % de son territoire ; en revanche, elle occupe la Bessarabie, territoire, anciennement russe, de sa protégée la nouvelle République démocratique moldave qui, le 27 mars 1918, proclame son union avec le royaume de Roumanie. Aussitôt après, en accord avec le gouvernement français de Georges Clemenceau, la mission française du général Berthelot est officiellement et en grande partie rapatriée avant de signer avec les empires centraux le traité de Bucarest le 7 mai 1918. Celui-ci entérine l'occupation par les vainqueurs, leur livre l'économie roumaine et oblige le royaume à céder à l'Autriche-Hongrie une bande de territoire le long de la frontière des Carpates (avec tous les cols) et à la Bulgarie la moitié de la Dobroudja ; en revanche, il reconnaît l'union moldavo-roumaine, de sorte que la Roumanie, bien que militairement vaincue et mise au pillage, sort de sa défaite territorialement agrandie, la surface de la Bessarabie était supérieure à celle des territoires cédés.

## Reprise des opérations

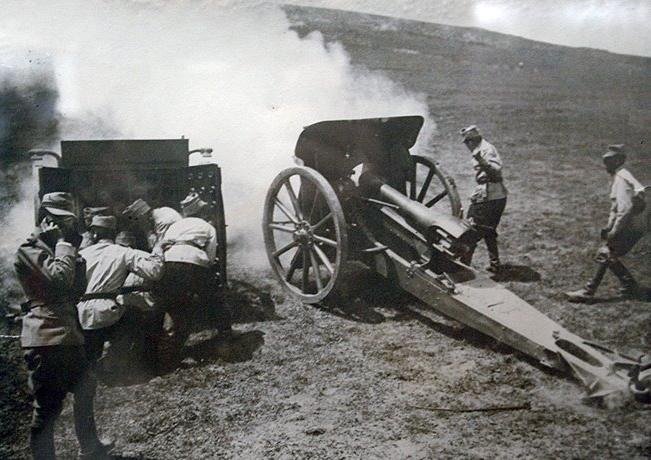
Artilleurs roumains manœuvrant un obusier Krupp de 105 mm, 1917.

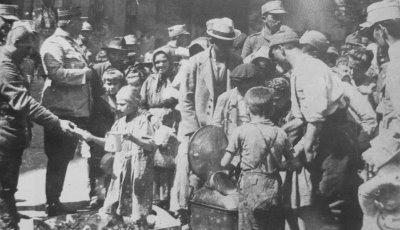
Soldats roumains donnant à manger à des enfants hongrois affamés, été-automne 1919.

Dès l'annonce de l'armistice entre l'Autriche-Hongrie et les Alliés (armistice de Villa Giusti, 3 novembre 1918), le gouvernement roumain, fortement influencé par les Français, relance les hostilités face à des unités austro-hongroises en pleine dissolution. Ainsi, le 10 novembre 1918, alors que la défaite des puissances centrales est consommée, la Roumanie dénonce les termes de l'armistice de décembre 1917 et reprend les hostilités en Transylvanie qu'elle occupe en quelques jours.
Le front roumain ne cesse pas son activité le 11 novembre 1918 ; en effet, l'armistice est signé le 13 novembre entre des représentants hongrois et les Alliés. Durant le mois de novembre, les unités roumaines prennent le contrôle des territoires dont l'assemblée nationale des roumains d'Autriche-Hongrie avait proclamé, le 1er décembre 1918, le rattachement à la Roumanie, tandis que l'armée austro-hongroise se dissout. Les troupes françaises présentes dans les Balkans ne s'opposent pas à la politique roumaine, à supposer même que les Alliés en aient eu l'intention. Les armées roumaines et serbes ne consultent pas les Alliés et se partagent le Banat, les généraux occidentaux responsables du front d'Orient (tel Louis Franchet d'Espèrey) se posant en arbitres de la partition pour ne pas perdre la face ; c'est toutefois la commission internationale Lord, où le géographe français Emmanuel De Martonne joue un rôle essentiel, qui délimitera les futures frontières dans les mois qui suivent.
Les armées alliées basées en Roumanie poursuivent en 1919 la guerre contre, cette fois, les gouvernements bolcheviks de Russie (aux côtés des armées russes blanches) et de la République des conseils de Hongrie, mais le corps expéditionnaire français est épuisé, démoralisé, et connaît des mutineries dans la flotte de la mer Noire : c'est donc l'armée roumaine qui est engagée contre les troupes hongroises communistes,.
Les mutineries de la mer Noire commencent le 16 avril sur le Protet, torpilleur ancré dans le port danubien roumain de Galați. Les derniers militaires français du front roumain ne seront rapatriés qu'en 1920 et les derniers soldats roumains ne seront démobilisés qu'en 1921. Toutefois, le royaume de Roumanie, en échange de sa participation à la Première Guerre mondiale et aux campagnes anti-bolcheviques des Alliés, obtient la reconnaissance du rattachement de divers territoires majoritairement peuplés de roumanophones, pris tant à l'Autriche-Hongrie (Banat, Bucovine, Transylvanie, Marmatie) qu'à l'Empire russe (reconnaissance de l'union entre la République démocratique moldave de Bessarabie et la Roumanie). La Roumanie triple alors sa superficie, mais sort de la guerre exsangue.

## Commandants

### Empires centraux
- Empire allemand :
  - Erich von Falkenhayn
  - August von Mackensen
- Autriche-Hongrie :
  - Franz Conrad von Hötzendorf
- Royaume de Bulgarie :
  - Stefan Toshev
  - Stefan Nerezov (en)

### Alliés
- Royaume de Roumanie :
  - Ferdinand Ier de Roumanie
  - Constantin Prezan
- Empire puis république russe :
  - Vladimir Sakharov du 12 décembre 1916 au 1er avril 1917
  - Dmitri Chtcherbatchiov du 11 mars 1917 au 25 mars 1918
- République française :
  - Henri Berthelot

## Ordre de bataille

### Forces des empires centraux

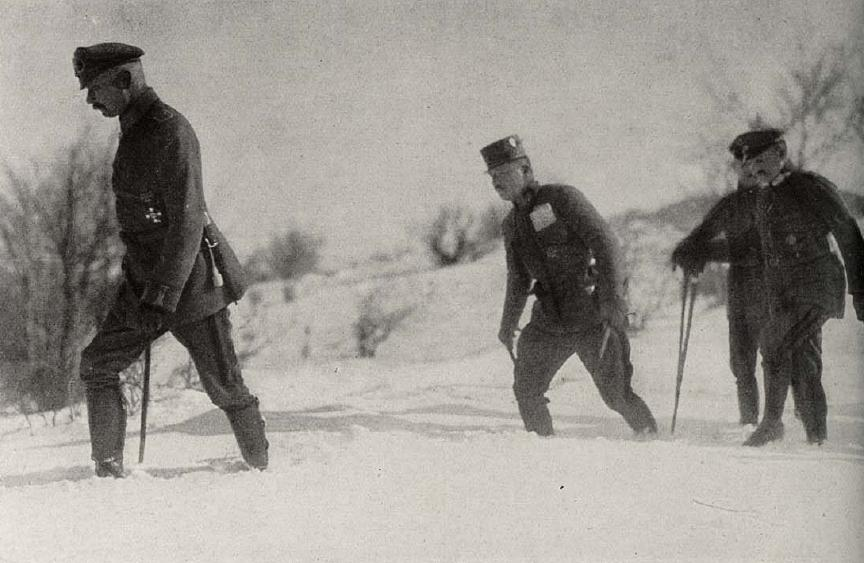
Le général von Falkenhayn sur le front de Transylvanie, 1916.

Groupe d'armées von Mackensen : August von Mackensen
- 9e armée allemande : Erich von Falkenhayn, transférée sur le front de l'Ouest en juin 1918
  - Alpenkorps : Konrad Krafft von Dellmensingen (jusqu'au 28 février 1917)
- 1re armée austro-hongroise : Arthur Arz von Straußenburg (jusqu'au 28 février 1917) puis Ferenc Rohr de Denta
- 7e armée austro-hongroise : Karl von Pflanzer-Baltin (jusqu'au 8 septembre 1916) puis Karl von Kirchbach auf Lauterbach (jusqu'au 20 octobre 1916) puis Hermann Kövess
  - Karpathenkorps allemand : Richard von Conta
- 3e armée bulgare (en) : Stefan Toshev (jusqu'au 25 novembre 1916) puis Stefan Nerezov (en) (jusqu'au 30 juillet 1917)
  - Armée du Danube germano-bulgaro-ottomane : Robert Kosch
  - VIe corps d'armée ottoman : Mustafa Hilmi Pacha

### Forces de l'Entente

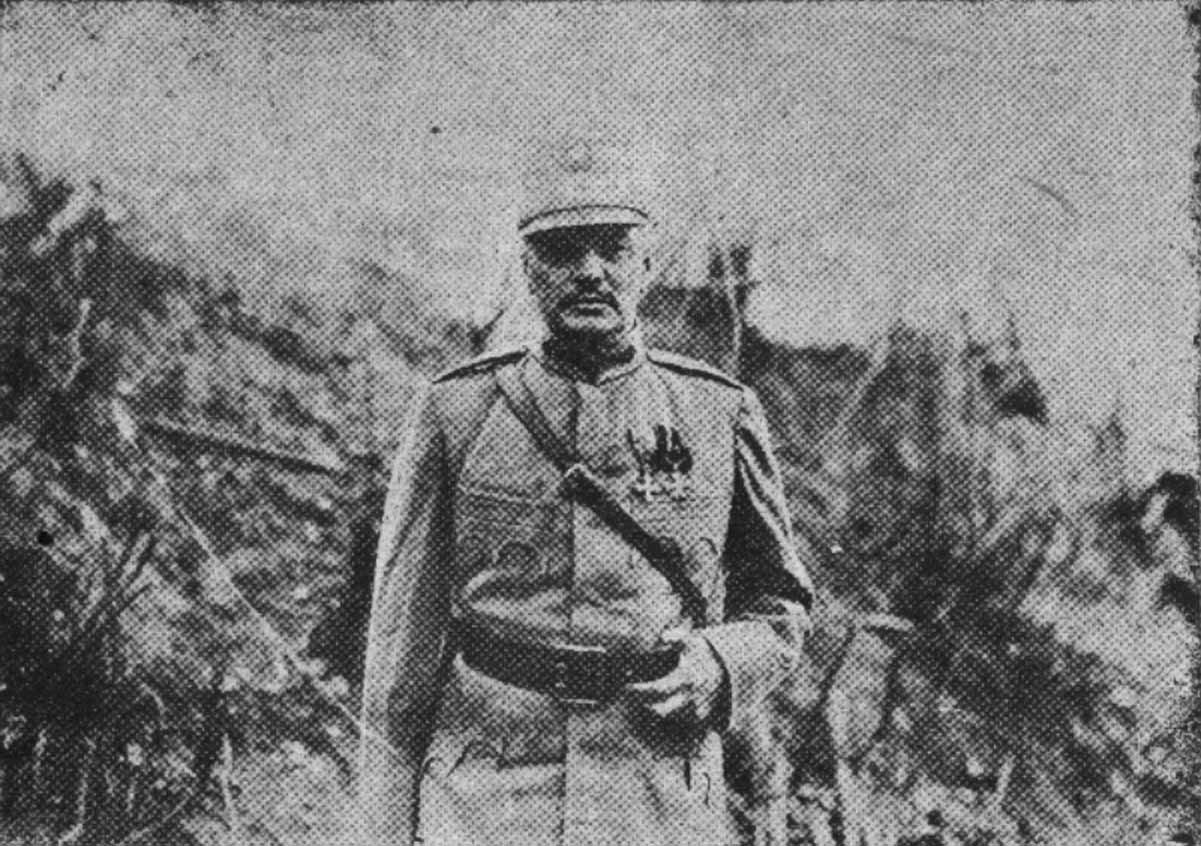
Le général roumain Ernest Brosteanu sur le front de Bessarabie, 1918.

Front roumain (groupe d'armées) : Ferdinand Ier de Roumanie (chef nominal avec des chefs d'état-major russes et français)
- Armée russe de Dobroudja (en) (septembre-oct. 1916) : Andreï Zaïontchkovski ; devenue Armée russe du Danube (en) (octobre-déc. 1916) : Dmitri Chtcherbatchiov puis 6e armée russe (décembre 1916-oct. 1917) : Vladimir Gorbatovski (en)
- 4e armée russe (décembre 1916-oct. 1917) : Alexandre Ragoza
- 8e armée russe (septembre 1917-oct. 1917) : Mikhaïl Sokovnine (ru)
- 9e armée russe (décembre 1916-oct. 1917) : Platon Letchitski
- 1re armée roumaine : Constantin Cristescu (en)
  - IIIe corps d'armée
  - Ve corps d'armée
  - VIe corps d'armée
- 2e armée roumaine (en) : Alexandru Averescu (15-25 août 1916 et 7 octobre 1916-27 novembre 1917), Grigore Crăiniceanu (ro) (25 août-7 octobre 1917) et Arthur Văitoianu (27 novembre 1917-1er juin 1918)
- 3e armée roumaine : Mihail Aslan (27 août-7 septembre 1916) puis Alexandru Averescu (7 septembre-7 oct. 1916), dissoute après la chute de Bucarest

## Cartes

Cartes des opérations en Roumanie, 1916-1917
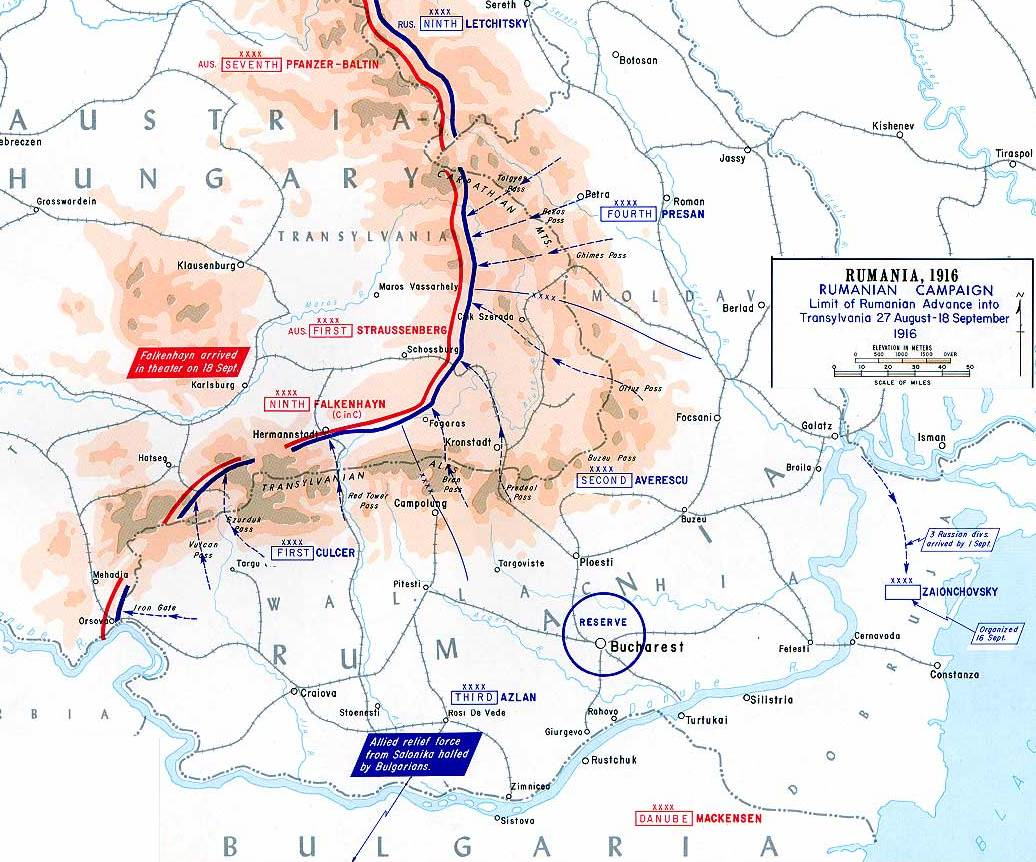
Offensive roumaine contre l'Autriche-Hongrie, 1916.
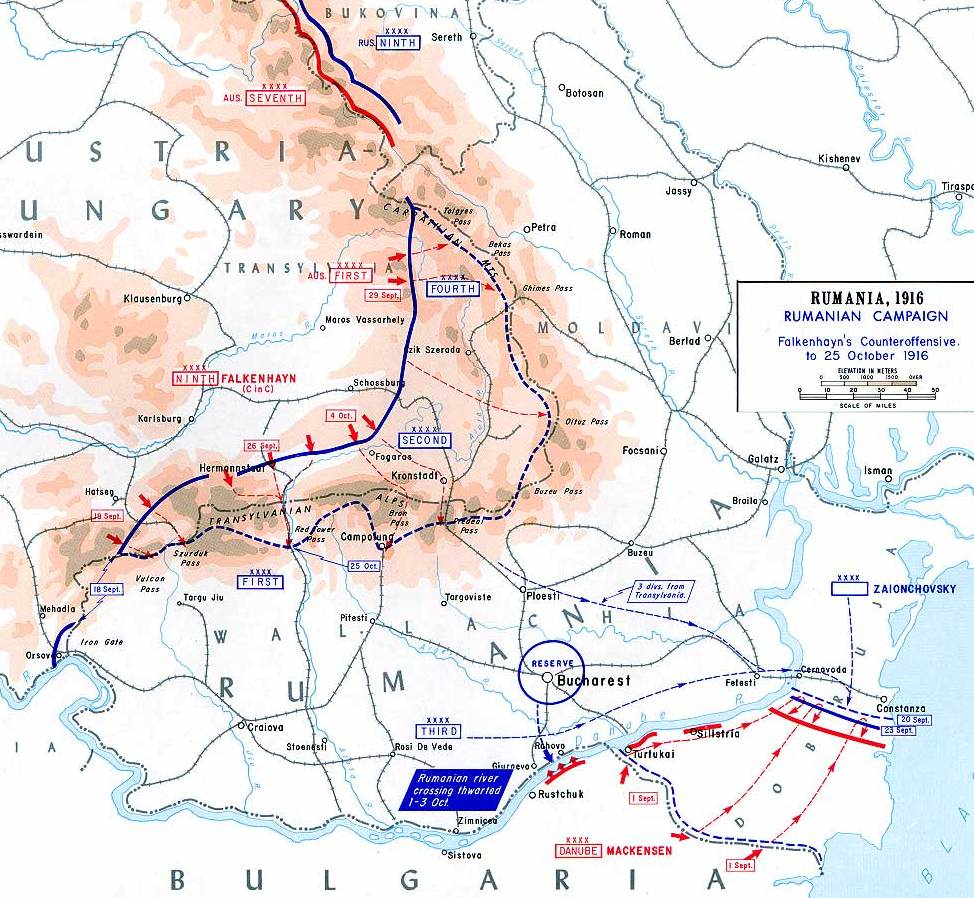
Contre-attaque des empires centraux, septembre-octobre 1916.
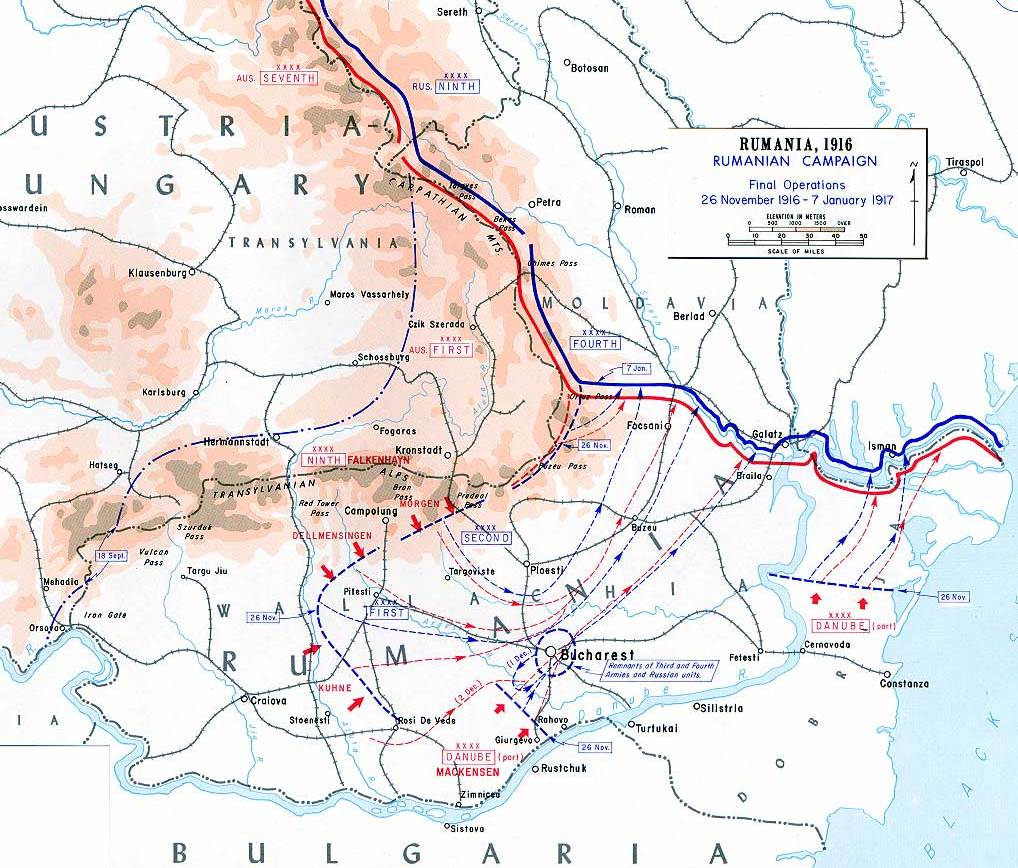
Recul russo-roumain et stabilisation du front, novembre 1916-janvier 1917.